# Кембрія (Каліфорнія)
Кембрія (англ. Cambria) — переписна місцевість (CDP) в США, в окрузі Сан-Луїс-Обіспо штату Каліфорнія. Населення — 5678 осіб (2020).

## Географія
Кембрія розташована за координатами 35°33′9″ пн. ш. 121°5′4″ зх. д. / 35.55250° пн. ш. 121.08444° зх. д. (35.552479, -121.084527).  За даними Бюро перепису населення США в 2010 році переписна місцевість мала площу 22,04 км², уся площа — суходіл.

## Демографія
Згідно з переписом 2010 року, у переписній місцевості мешкали 6032 особи в 2762 домогосподарствах у складі 1758 родин. Густота населення становила 274 особи/км².  Було 4062 помешкання (184/км²).
Расовий склад населення:
| - 85,6 % — білих - 1,3 % — азіатів - 0,8 % — корінних американців - 0,3 % — чорних або афроамериканців - 0,2 % — вихідців з тихоокеанських островів - 9,2 % — осіб інших рас |

До двох чи більше рас належало 2,5 %. Частка іспаномовних становила 19,7 % від усіх жителів.
За віковим діапазоном населення розподілялося таким чином: 14,2 % — особи молодші 18 років, 54,1 % — особи у віці 18—64 років, 31,7 % — особи у віці 65 років та старші. Медіана віку мешканця становила 57,1 року. На 100 осіб жіночої статі у переписній місцевості припадало 90,6 чоловіків;  на 100 жінок у віці від 18 років та старших — 88,2 чоловіків також старших 18 років.
Середній дохід на одне домашнє господарство  становив 85 005 доларів США (медіана — 60 858), а середній дохід на одну сім'ю — 97 236 доларів (медіана — 77 440). Медіана доходів становила 47 159 доларів для чоловіків та 34 655 доларів для жінок. За межею бідності перебувало 6,9 % осіб, у тому числі 11,7 % дітей у віці до 18 років та 3,2 % осіб у віці 65 років та старших.
Цивільне працевлаштоване населення становило 2458 осіб. Основні галузі зайнятості: мистецтво, розваги та відпочинок — 26,0 %, освіта, охорона здоров'я та соціальна допомога — 16,9 %, роздрібна торгівля — 16,2 %.